# Anchiale caesarea
Anchiale caesarea is een insect uit de orde Phasmatodea en de familie Phasmatidae. De wetenschappelijke naam van deze soort is voor het eerst voorgesteld als Vetilia caesarea door Josef Redtenbacher in een publicatie uit 1908.
De soort komt voor in Papoea-Nieuw-Guinea.